# Marmite

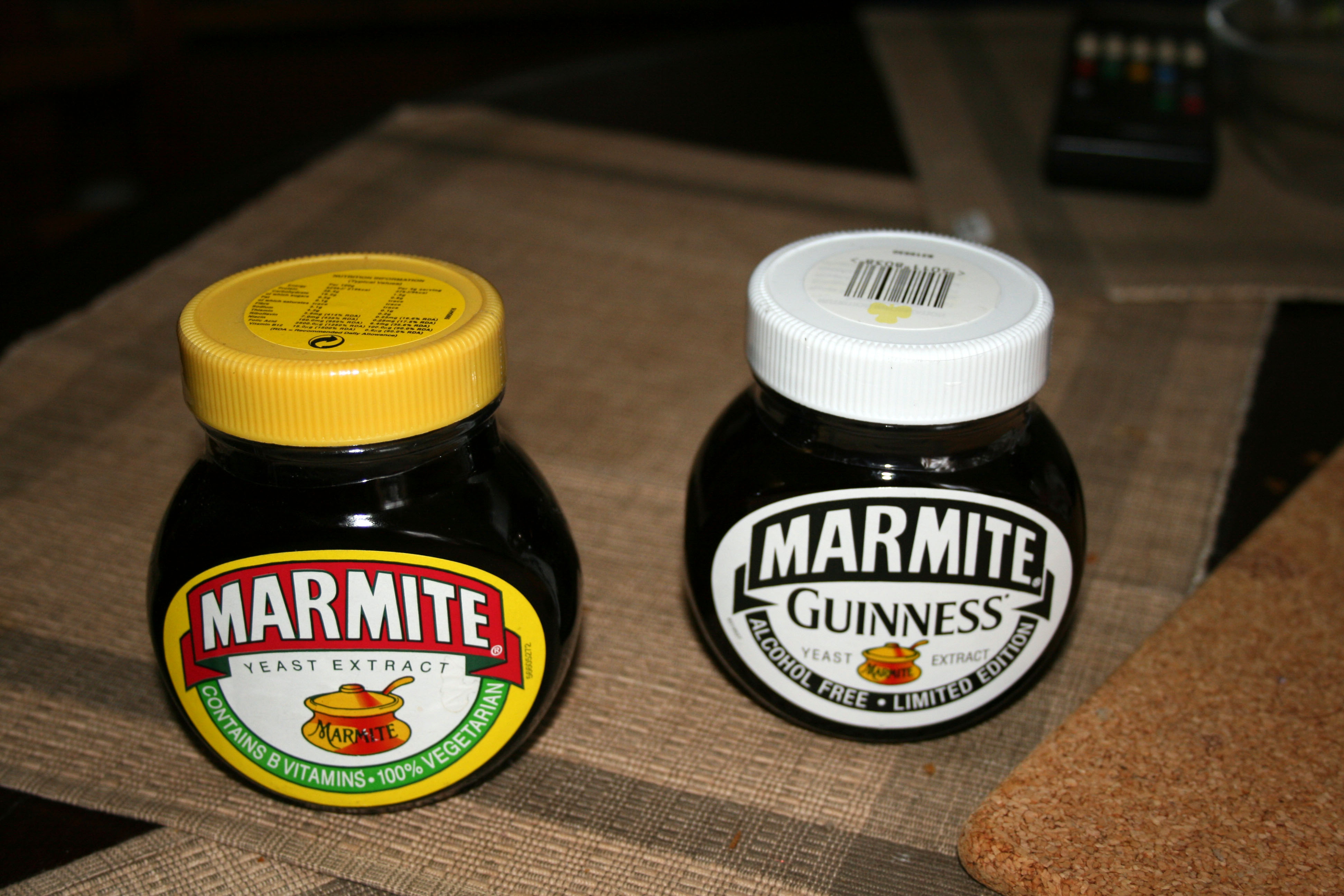
Sklenice Marmite

Marmite je britská pomazánka vyráběná z kvasnicového extraktu, který vzniká jako vedlejší produkt při vaření piva. Podobně jako pivo je velice bohatá na vitamín B. Marmite je lepkavá, tmavě hnědá hmota s velmi výraznou chutí, která rozděluje názory spotřebitelů. Slogan společnosti vyrábějící Marmite zní: „Buď to miluješ, nebo nenávidíš“.
Marmite se vyrábí i na Novém Zélandu, zde však má mírně odlišnou místní recepturu. Na tu však Novozélanďané nedají dopustit a když v roce 2012 jediná novozélandská továrna na Marmite zavřela kvůli opravám, vypukla panika, lidé začali skupovat balení Marmite a na internetu se prodávala za mnohonásobně nadsazené ceny. Místní média pak krizi překřtila na „Marmageddon“.
Velmi podobná pomazánka se vyrábí i v Austrálii, zde ji nazývají Vegemite.
Svým vzhledem, konzistencí a chutí se Marmite a Vegemite mírně liší, Marmite obsahuje na rozdíl od Vegemite i vitamín B12.